# A csajok háborúja
A Csajok háborúja (eredeti cím: Bride Wars) 2009-ben bemutatott egész estés amerikai romantikus filmvígjáték, amelyet Gary Winick rendezett. A forgatókönyvet Greg DePaul írta, a zenéjét Ed Shearmur szerezte, producere Kate Hudson volt. A főbb szerepekben Kate Hudson és Anne Hathaway látható. A Fox 2000 Pictures készítette és a 20th Century Fox forgalmazta.
Az Amerikai Egyesült Államokban 2009. január 9-én, Magyarországon 2009. június 29-én mutatták be a mozikban.

## Cselekmény
Liv és Emma kiskoruk óta legjobb barátnők és együtt tervezik álmaik esküvőjét. Ám egy dologra nem számítanak: júniusban a Plázában – ahol mindig is tartani akarták az esküvőjüket – csak egy szabad időpont van, pedig mindkettőjük menyasszony. Ebből nagy háború indul és megpróbálják tönkretenni a másik nagy napját. Az esküvő szervezése és a nagy harag elfeledteti velük, milyen jó barátnők voltak, de az oltárhoz vezető úton vége lesz ennek az ellenségeskedésnek: kibékültek és újra elválaszthatatlan barátnők lesznek.

## Szereplők
| Szereplő             | Színész                 | Magyar hang        |
| -------------------- | ----------------------- | ------------------ |
| Olivia "Liv" Lerner  | Kate Hudson (felnőtt)   | Bertalan Ágnes     |
| Olivia "Liv" Lerner  | Zoe O'Grady (gyerek)    |                    |
| Emma Allen           | Anne Hathaway (felnőtt) | Tóth Ildikó        |
| Emma Allen           | Shannon Ferber (gyerek) |                    |
| Deb                  | Kristen Johnston        | Bognár Gyöngyvér   |
| Nathan "Nate" Lerner | Bryan Greenberg         | Seszták Szabolcs   |
| John Allen           | John Pankow             | Székhelyi József   |
| Fletcher Flemson     | Chris Pratt             | Stohl András       |
| Marion St. Claire    | Candice Bergen          | Menszátor Magdolna |
| Daniel Williams      | Steve Howey             | Damu Roland        |
| Kevin                | Michael Arden           | Tokaji Csaba       |
| Amanda               | June Diane Raphael      | Németh Borbála     |
| Marissa              | Hettienne Park          | Lázár Erika        |
| Amie                 | Lauren Bittner          | Huszárik Kata      |
| Stacy Kindred        | Casey Wilson            | Simon Eszter       |
| Simmons              | Bruce Altman            | Rosta Sándor       |
| Esküvői DJ           | Charles Bernard         | Maday Gábor        |
| Colson               | Victor Slezak           |                    |
| Kathy                | Kelly Coffield          |                    |